# شيرلي مونتاغ
شيرلي مونتاغ ألمون بالإنجليزية:Shirley Montag Almon (وُلدت في عام 1935 - وتوفيت في عام 1975) هي اقتصادية اشتهرت بابتكارها مصطلح تأخير ألمون في التوزيع.

## سيرتها الذاتية
وُلدت ألمون في 6 فبراير 1935 في ساكسونبرج، بنسلفانيا، وهي الكبرى بين سبعة أطفال لهارولد ودوروثيا مونتاغ.
تخرجت مونتاغ من كلية جوشر بالتيمور ثم حصلت على شهادة الدكتوراه من جامعة هارفارد عام 1964. نشرت رسالتها للدكتوراه في مجلة Econometrica عام 1965 وقدمت تقنية مشهورة الآن لتقدير تأخر التوزيع. عملت مونتاغ في مكتب المرأة، والمكتب القومي للأبحاث الاقتصادية، وبنك الاحتياطي الفدرالي في سان فرانسيسكو، ومجلس الاحتياطي الاتحادي وفي كل من كلية ويسلي وجامعة هارفارد. وكانت وظيفتها الأكثر تميزًا هي تعيينها في مجلس رئيس المستشارين الاقتصاديين في عام 1966.
تزوجت كلوبر ألمون الابن في 14 يونيو 1958. تم تشخيصها بإصابتها بورم في الدماغ في ديسمبر 1967 بعد أربع سنوات من أعراض مختلفة، وتوفيت في 29 سبتمبر 1975 في كوليدج بارك، ماريلاند.

## مؤلفاتها المختارة
- «فارق التوزيع بين الاعتمادات الرأسمالية والنفقات». مجلة Econometrica. عام 1965.
- «التأخر بين قرارات الاستثمار وأسبابها». استعراض الاقتصاد والإحصاء. عام 1968.